# 林泰曽
林泰曽（りんたいそう、1851年（咸豊元年） - 1894年（光緒21年））は清朝末期の軍人。字は凱士。
清朝の北洋艦隊の高級将校であり、左翼総兵と当時最新鋭の鎮遠の艦長を兼ねていた。1894年の日清戦争での黄海海戦の後、入港する鎮遠が座礁した事の責任を取って自殺した。

## 幼少期と教育期
林泰曽は福建省 侯官県（現在の福州市）の人で、祖父は林則徐の弟であり、林則徐の娘を妻とした沈葆楨は遠縁にあたった。両親は幼いうちに亡くなったため、幼少期の林泰曽は亡くなった兄の妻に頼っていた。
1867年、林泰曽は沈葆楨が作った福建船政学堂に第1期生として入学し、ここで船の操縦方法を学んだ。1871年に卒業すると練習船「建威」に乗り組んで各地に練習航海を行い、1874年には建威の1等航海士に任命された。翌年、福建船政学堂の主任教官のプロスパー・マリー・ジケルに随伴してヨーロッパを歴訪し、イギリスでは海軍の軍官学校にも入学している。この時の留学はごく短期間で、ジケルが中国に戻る時に一旦は帰国したが、すぐに正式な留学生として改めて渡英した。
1879年に帰国すると、游撃に昇進した。

## 北洋艦隊
1880年に北洋に転属となると、まず砲艦「鎮西」の艦長に任命される。その後、イギリス製の新造防護巡洋艦「揚威」「超勇」を受け取りに行って持ち帰り、この功績によって参将に昇進し、超勇の艦長に任じられた。さらに1886年には鎮遠の艦長となった。
1888年に正式に北洋艦隊が成立すると、林泰曽は左翼総兵の提督となった。

## 日清戦争
1894年に日清戦争が勃発すると、林泰曽は鎮遠の艦長として従軍した。黄海海戦では鎮遠と旗艦定遠は北洋艦隊の主力として日本軍の連合艦隊の集中砲火を受け、多数の被弾によって火災も発生した。しかし鎮遠は落ち着いて消火して戦線を離脱する事もなかったため、この戦功によって林泰曽は霍春助巴図魯称号を与えられた。この戦いの後、北洋艦隊はその方針を開戦当初の「存在艦隊」に切り替え、残った艦船を威海衛に集中して軽々に出撃しなくなった。
この年の冬、近海を巡回して威海衛に帰港しようとした鎮遠が港口で座礁した。船体の亀裂は10m（三丈）程に渡り、応急修理によって沈没の危険こそ無くなったものの、以前のような高速航行はできなくなった。本格修理を行おうにも旅順のドックは既に日本軍の手に落ちており、北洋艦隊の戦力は大幅に減少した。
林泰曽はこの責任をとって服毒自殺した。